# Liebenwerdaer-Wahrenbrücker-Binnengraben
Der Liebenwerdaer-Wahrenbrücker-Binnengraben ist ein Meliorationsgraben und orographisch linker Zufluss der Schwarzen Elster im
Landkreis Elbe-Elster in Brandenburg.
Der Graben beginnt auf einer landwirtschaftlich genutzten Fläche, die sich südwestlich von Zobersdorf, einem Ortsteil der Stadt Bad Liebenwerda, befindet. Er entwässert die nördlich der Kleinen Röder liegenden Flächen. Der Graben fließt über mehrere Kilometer parallel zur östlich bzw. südlich gelegenen Kleinen Röder, die in diesem Bereich mit einem Deich eingebettet ist. Der Graben unterquert bei Zobersdorf die Landstraße 59 und verläuft in nordnordöstlicher Richtung, bis er schließlich die Bundesstraße 183 südlich von Bad Liebenwerda unterquert. Er erreicht das Stadtgebiet und wird dort über mehrere hundert Meter unterirdisch weitergeführt. An der westlichen Grenze der Wohnbebauung tritt er wieder an die Oberfläche. Dort führt von Süden kommend der Kleehorstgraben zu. Er fließt in nordwestlicher Richtung aus dem Stadtgebiet heraus und durchquert die Schilfhorstwiesen. Anschließend schwenkt er in nördlicher Richtung und erreicht das Stadtgebiet von Uebigau-Wahrenbrück. Dort durchquert er die Fluthorstwiesen und entwässert schließlich südöstlich des Ortsteils Wahrenbrück in die Schwarze Elster. Je nach Wasserstand kann auch ein zweiter Arm des Grabens genutzt werden. Dieser verläuft ringförmig um Wahrenbrück herum in den Krebsscherenaltarm um schließlich im Wohnplatz Neumühl in die Schwarze Elster zu entwässern.